# Michail Pavlovič Šiškin
Michail Pavlovič Šiškin (in russo Михаил Павлович Шишкин?; Mosca, 18 gennaio 1961) è uno scrittore russo.

## Biografia
Dopo aver studiato inglese e tedesco, ha lavorato come insegnante, traduttore e interprete. Nel 1994 ha sposato la slavista svizzera Franziska Stöcklin e l'anno successivo si è trasferito a Zurigo, città natale della moglie. Accanto all'attività letteraria, collabora regolarmente con la Neue Zürcher Zeitung.

## Premi
Per la sua opera, è stato insignito di numerosi premi:
- Premio "Miglior libro dell'anno" (1993);
- Premio "Globus" "per un'opera che contribuisce ad avvicinare i popoli e le culture" (2000)
- Russkij Booker per La presa di Izmail (2000)
- "National Bestseller Prize" per Capelvenere (2005)
- Premio "Grinzane Cavour - Mosca" (2007)

## Opere

### Romanzi
- Calligraphy Lesson/ Урок каллиграфии, short story (1993)
- One Night Befalls Us All (Omnes una manet nox) / Всех ожидает одна ночь, novel (1993)
- Blind Musician / Слепой музыкант,  novella (1994)
- The Taking of Izmail / Взятие Измаила, novel (1999)
- Saved language / Спасенный язык, essay (2001)
- Maidenhair / Венерин Волос, novel (2005)
- Pismovnik ("Letter Book") / Письмовник, novel (2010)
- The Half-Belt Overcoat  / Пальто с хлястиком, essays and short stories (2017)

### Saggi
- Russian Switzerland / Русская Швейцария literary and historical guidebook (1999)
- A letter on the snow. Three essays. Robert Walser, James Joyce, Vladimir Sharov / Буква на снегу. Три эссе. Роберт Вальзер, Джеймс Джойс, Владимир Шаров  (2019)

### Opere tradotte in tedesco
- Montreux-Missolunghi-Astapovo, Tracing Byron and Tolstoy, a literary walk from Lake Geneva to the Bern Alps / Montreux-Missolunghi-Astapowo, Auf den Spuren von Byron und Tolstoi, an essay collection, in German (2002).
- Dead Souls, living Noses. An Introduction into the Russian Culture History / Tote Seelen, lebende Nasen. Eine Einführung in die russische Kulturgeschichte. A mulimedia digital book. Petit-Lucelle Publishing House, Kleinlützel, 2019, ISBN 978-3-033-07082-0.
- War or Peace. Russia and the West. An Approach / Frieden oder Krieg. Russland und der Westen – eine Annäherung. Together with Fritz Pleitgen. Ludwig Verlag, München 2019, ISBN 978-3-453-28117-2.

### Opere tradotte in inglese
- Maidenhair / Венерин Волос, Open Letter Books, 2012, tr. Marian Schwartz. ISBN 978-1-934824-36-8
- The Light and the Dark  / Письмовник, Quercus Publishing, 2013, tr. Andrew Bromfield. ISBN 978-1-623650-46-9
- Calligraphy Lesson: The Collected Stories, Deep Vellum, 2015, tr. Marian Schwartz, Leo Shtutin, Mariya Bashkatova, Sylvia Maizell. ISBN 978-1-941920-03-9
- Tolstoy and the Death: in Tolstoy and Spirituality, Academic Studies Press, 2018, tr. Marian Schwartz. ISBN 978-1618118707

### Opere tradotte in italiano
- Capelvenere, trad. di Emanuela Bonacorsi, Voland, Roma, 2006
- La presa di Izmail, trad. di Emanuela Bonacorsi, Voland, Roma, 2007
- Lezione di calligrafia, trad. di Emanuela Bonacorsi, Voland, Roma, 2009
- Punto di fuga, trad. di Emanuela Bonacorsi, 21lettere, Modena, 2022 (vincitore del Premio Strega Europeo)
- Russki mir: guerra o pace?, 21lettere, Modena, 2022